# Жълта революция
Жълтата революция (известна още като Революция на народната власт или Филипинската революция от 1986) е поредица от народни демонстрации във Филипините, която започва през 1983 г. и достига своя връха през 1986 г. Използван е методът гражданска съпротива срещу режима и изборната измама. Този случай на ненасилствена революция води до напускането на президента Фердинанд Маркос и възстановяването на демокрацията в държавата. Наричана е Жълтата революция поради наличието на жълти ленти по време на демонстрациите след убийството на Бениньо Акино-младши. Широко разглеждана е като победа на народа над 20-годишния авторитарен и потиснически режим на президента Фердинанд Маркос и се появява в новините под заглавието „революцията, която изненада света“.
Голяма част от демонстрациите се случват на авеню Епифанио де лос Сантос (EDSA) в столичния окръг от 22 – 25 февруари 1986 и включва над два милиона филипински граждани, както и някои политически, военни и религиозни групи водени от кардинал Хайме Син, архиепископа на Манила и Рикардо Видал. Протестите, подхранвани от съпротивата и опозицията от години корумпирано управление на Маркос, кулминират с напускането на диктатора от резиденцията си и отиването му на Хаваите, САЩ. За законен президент на Филипините след революцията е провъзгласена Корасон Акино.